# Traditionalism
Traditionalism avser förespråkande av traditionella regler, värderingar och sedvänjor i stället för moderna sådana inom befintliga system och organisationer.

## Religion och spiritualism
Traditionalism är en riktning inom kristendom som tror på den muntliga traditionen som komplement till bibelns skrifter, i synnerhet den apostoliska traditionen.
Benämningen romersk-katolsk traditionalism är en inriktning inom katolska kyrkan som vill återinföra tidigare liturgi.
Se även traditionella skolan i religionsfilosofi.

## Politik
Motsvarigheter kan sägas finnas i inslag av konservativ politisk ideologi.

## Kultur
Inom litteraturens poesi förekommer begreppet i motsatsställning till modernist. En traditionalist i detta avseende följer traditionella versformer och versmått och deras metriska mönster och rimscheman.
Traditionalister kallas även de som följer författaren Julius Evola och hans läror som fått benämningen radikal traditionalism.